# Borrighauser Mühle
Die Borrighauser Mühle war eine Mühle am Eifgenbach in Burscheid.
Sie lag bis zu ihrem Untergang südlich des Ortsteils Bellinghausen (früher Borrighausen genannt), westlich von Markusmühle und nördlich von Luchtenberg. Sie ist wohl schon im 19. Jahrhundert untergegangen.
Im Burger Lagerbuch von 1692 heißt es für das Jahr 1659: 
Henrich Zu Borighausen hat auf dem Eiffische Bach unter dem Lammerbusch eine Pulvermülle von acht stempelen Zu erbawen gnedigste Concession erhalten, worab derselbe iährlichs vor erkentniß zahlet am 1. May einen Reichstaler.
(Lamerbusch wird der nördlich an das Tal bei Luchtenberg angrenzende bewaldete Berg und die dort liegende Hofschaft genannt.)
Zum Jahr 1692 heißt es im selben Lagerbuch: 
Cluß Pullvermacher auf der Kalterherbergen hat auf seinem grundt iedoch auf die altenberger Fischerey bey die Eiffische Bache eine Pullvermülle erbawet, worab derselbe iährlichß termino Martini in hiesige Kellnerey vor eine erkentnuß Zu Zahlen angelobt, welche von izigen Possessorem Mewiß Leysendahl und (Name fehlt) nunmehr zahlt wirdt.
In der Karte von Ploennies 1715 ist eine Pulvermühle südlich von Eshusen (Eschhausen) eingetragen zwischen am Hamer (Bökershammer) und Herzogsweide und Markusmühle.
Weiter heißt es 1749 in den Amtsrechnungen von Burg: 
... von der Pulvermühle so Henrich zu Borrichhausen am Eifgenbach erbaut gibt er seit 1660 einen Reichstaler.